# 釜石バイパス
釜石バイパス（かまいしバイパス）は、岩手県釜石市を通る国道45号のバイパス道路である。

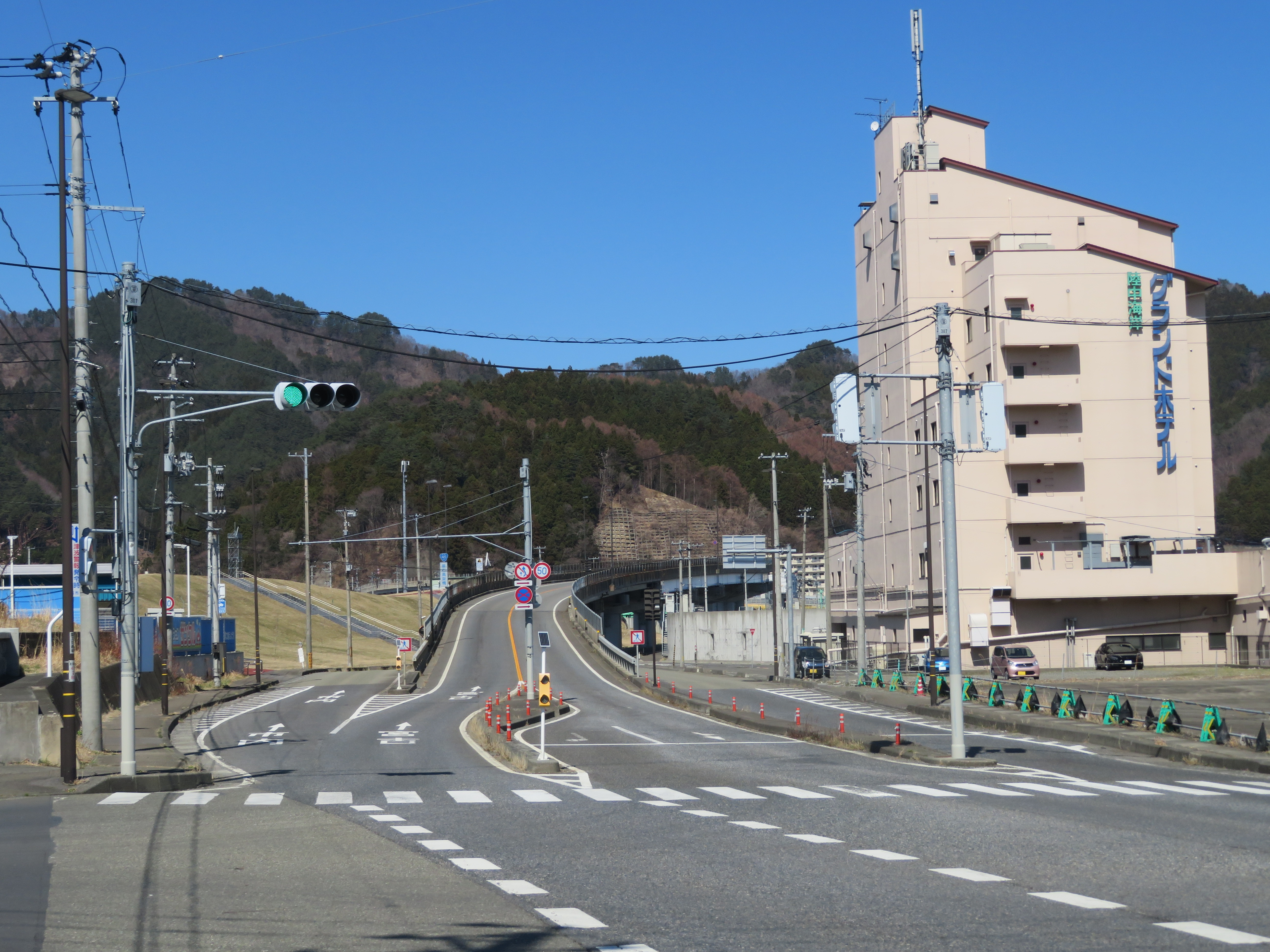
岩手県釜石市港町１丁目付近

## 概要
釜石市街地の混雑緩和を目的に1988年に片側1車線で開通。港町一丁目十字路（国道の陸橋・市道の側道それぞれの専用信号機付）と天神トンネルの間は「釜石高架橋」として市街地を見下ろす形となっている。また、天神トンネルと釜石高架橋の区間は歩行者、自転車などの軽車両は通行できない。
旧ルートは南半分が国道283号、中半分が岩手県道4号釜石港線、北半分が市道にそれぞれ格下げされている。なお県道4号とは立体交差し、釜石高架橋下の側道を利用する（釜石高架橋に入ると宮古方面は鳥谷坂トンネルを抜けるまで、大船渡方面は「矢の浦橋北十字路」へ達するまでそれぞれ他の一般道へ出られない）。

### 路線データ
- 起点：釜石市松原町三丁目（釜石松原郵便局前T字路、国道283号花巻・遠野方面との交点）
- 終点：釜石市天神町（宮古方面のみ接続のハーフインターチェンジ）